# 大津留温
大津留 温（おおつる おん、1921年4月13日 - 2019年4月25日）は、日本の建設官僚。建設事務次官。

## 人物・来歴
福岡県出身。佐賀高等学校 (旧制)卒、1943年東京帝国大学法学部卒、内務省に入省。大臣官房属。人事院職階課長、建設省住宅局宅地課長、住宅総務課長、大臣官房人事課長、1963年計画局参事官、1967年主席監察官、1968年住宅局長、1970年官房長、1973年建設事務次官、1975年宅地開発公団副総裁、1977年住宅金融公庫総裁。住宅生産振興財団会長、不動産適正取引推進機構理事長。花田比露思に短歌を師事し、その後『あけび』主宰、2007年歌会始召人を務めた。
1994年、勲一等瑞宝章を受章。2019年4月25日、老衰のため死去。

## 著書
- 『建築基準法の要点 昭和45年5月13日改正』住宅新報社, 1970
- 『建築基準法入門』住宅新報社, 1971
- 『だれにでもわかる建築基準法・建築士法入門 新訂版』住宅新報社, 1984.6
- 『シルクロードの旅』千代田永田書房, 1985.7
- 『秘境と三国志の旅』千代田永田書房, 1987.7
- 『ふれあい 歌集』(あけび叢書) 千代田永田書房, 1992.3
- 『み名のごと』千代田永田書房, 1993.4
- 『鶏声 歌集』(あけび叢書) 短歌新聞社, 1999.10
- 『たわやすく』千代田永田書房, 2001.4
- 『あめつゆを 自選百首』花伝社, 2007.1

### 共編
- 『夕凪 歌集 (花田比露思歌集 第5巻)』林光雄共編(あけび叢書) 短歌新聞社, 1998.7
- 『かりごも 歌集』(花田比露思歌集 第4巻) 林光雄共編 (あけび叢書) 短歌新聞社, 1998.7